# Tawfiq Al-Hakim
Tawfiq al-Hakim o Tawfik el-Hakim (9 de octubre de 1898-26 de julio de 1987) (en idioma árabe: توفيق الحكيم, Tawfiq al-Hakim) fue un destacado escritor egipcio. Es uno de los pioneros de la novela y el teatro neoárabes. La acogida de su enorme producción teatral es representativa de los problemas que ha enfrentado el género dramático egipcio, ya que el autor se esforzó por adaptar sus complejas formas de comunicación a la sociedad egipcia.

## Biografía
Tawfiq Ismail al-Hakim nació 9 de octubre de 1898 en Alejandría, de padre egipcio y madre turca. Su padre, un campesino rico, trabajó como juez en el poder judicial en el pueblo de al-Delnegat, en la provincia central Beheira. Su madre era la hija de un oficial turco retirado. Tawfiq al-Hakim entró en la escuela primaria de Damanhur a la edad de siete años. Dejó la escuela primaria en 1915 y su padre lo puso en una escuela pública en la provincia Behera, donde terminó la escuela secundaria. Sin embargo, debido a la falta de educación secundaria adecuada en la provincia, Tawfiq al-Hakim se trasladó a El Cairo con sus tíos para continuar sus estudios en la escuela secundaria de Muhammad Ali. 
Estudió Derecho en El Cairo, donde se graduó en 1925, y luego continuó sus estudios en París. Después de su regreso de Francia, trabajó como fiscal adjunto en Alejandría, a la vez que combinaba su trabajo legal con la escritura. En 1929, fue transferido a la jurisdicción civil y trabajó en otras ciudades, como Tanta, Damanhour y Dessouk. También trabajó como periodista en el periódico Akhbar al-Yom, y como director de la Biblioteca Nacional de Egipto.
Aunque escribió artículos, novelas, poemas y ensayos, se le recuerda como un dramaturgo prolífico que jugó un papel clave en el desarrollo del teatro dramático árabe. Murió en 1987.

## Teatro egipcio antes de Tawfiq el-Hakim
El teatro árabe moderno se empieza a desarrollar en Egipto hacia el siglo XIX, a imitación de obras europeas, pero es a partir del XX que se perfila un estilo característico de la mano de Tawfiq al-Hakim. Ya había habido precedentes del teatro en su forma textual, que iba a ser impulsado por primera vez por uno de los grandes literatos de Egipto y pionero del género dramático en este país, Ahmed Shawqi, quien durante sus últimos años escribió una serie de dramas en verso con temas sacados de la historia egipcia e islámica, entre los que se incluyen Masraa 'Kliyubatra (1929), Magnun wa Layla (1931), Amirat al-Andalus (1932), y Ali Bey al-Kabir.
Sin embargo, entre la tradición popular de comedias absurdas y melodramas y la interpretación de obras dramáticas europeas, había un vacío de una tradición propia aún por desarrollarse. Según Saruni, “al-Hakim fue el primero, en la historia de la literatura árabe, que imprimió sus piezas teatrales antes de ser representadas, y les creó un público lector que no guardaba relación alguna con el teatro”. Así pues, ya existía un tipo de teatro popular en Egipto que, gracias eminentemente a la labor de al-Hakim, alcanzaría mayores cualidades estéticas y artísticas.
La producción escrita de al-Hakim se inicia al filo de los años veinte. En concreto, puede fijarse hacia 1919 o 1920, si se atiende a textos perdidos o inéditos, o en 1923, ya con precisión, si se tiene en cuenta su primera obra realmente conocida: al-Ma’a al-yadida (La mujer nueva) . De cualquier manera, lo que sí puede admitirse es una duración aproximada de treinta años, hasta 1952-53. Durante este plazo, al-Hakim producirá alrededor de cincuenta obras de los géneros más variados, todas ampliamente comentadas, analizadas  y criticadas, y que presentan unas características muy definidas desde el principio. Su labor, intensa y prolífica, lo encumbra a la categoría de maestro indiscutible en su terreno, el teatro, dentro de la literatura neoárabe.
Sin embargo, en la etapa posterior, que va desde 1952-53 en adelante no disminuirá en absoluto su ritmo de producción, de manera que cuenta en su haber con más de una treintena de títulos en esa etapa.
De todas formas, las fronteras entre los géneros narrativo y teatral no se producen de manera excluyente, sino que a menudo aparece, como en Naguib Mahfuz —otro escritor egipcio contemporáneo de gran importancia—, un género híbrido o intermedio: la masriwaya (o novecomedia), género del que la pieza Bank al-qalaq (El banco de la inquietud) es el principal exponente.
La obra teatral de al-Hakim contaba con gran aceptación por parte de la crítica contemporánea, y era vista, sin embargo, como anticuada y lejana de los problemas reales de la gente por algunos de los escritores de generaciones posteriores. Según Abd al-$abur, “la cuestión no es si se trata de un teatro intelectual o no, sino que reside en la evidente escisión que se produce entre el teatro de Tawfiq al-Hakim y el público árabe contemporáneo". Este autor señala asimismo algunas deficiencias de estructura y composición que pueden rastrearse a lo largo de toda su obra, analizadas minuciosamente por la crítica árabe más reciente. En cualquier caso, ha suscitado polémica y ha sabido mantenerse vigente por igual.

## Obra
La publicación y el rendimiento de su juego, Ahl el-Kahf (La Gente de la Cueva, 1933) fue un acontecimiento importante en el drama egipcio. La historia de "la gente de la cueva se encuentra en el décimo octavo sura del Corán, así como en otras fuentes. Se trata de la historia de los siete durmientes de Éfeso que, con el fin de escapar de la persecución romana de los cristianos, se refugian en una cueva. Duermen durante trescientos años, y se despiertan en una era completamente diferente -sin darse cuenta, por supuesto.
En su uso de temas generales —renacimiento en un nuevo mundo y una predilección por volver al pasado— el juego de el-Hakim, obviamente, toca algunos de los temas culturales amplios que eran de gran preocupación para los intelectuales de la época, y, debido a la gravedad evidente de la obra de propósito, la mayoría de los críticos han preferido destacar las características mencionadas.
Un año después, el-Hakim produjo otro gran trabajo, Shahrazad (Scheherazade, 1934). Mientras que el personaje principal es, por supuesto, la famosa narradora de la colección Las mil y una noches, el escenario de esta obra se sitúa después de haber dicho a todos los cuentos.
Ahora curado de su ira feroz contra el sexo femenino por el virtuosismo narrativo de la mujer que ahora es su esposa, el rey Shahrayar abandona a sus formas anteriores y se embarca en un viaje en busca del conocimiento, sólo para descubrirse a sí mismo atrapado en un dilema cuya atención a sí misma se Shahrazad, a través de un enlace con la antigua diosa, Isis, Shahrazad emerge como el último misterio, la fuente de la vida y el conocimiento.
Cuando se formó la Compañía Nacional de Teatro en Egipto en 1935, la primera producción que monta fue la gente de la Cueva. Los resultados no fueron un éxito, por un lado, las audiencias parecían impresionados por una actuación en la que la acción en el escenario era muy limitada en comparación con los tipos más populares de drama. Fue este tipo de problemas en el ámbito de la producción y la recepción, que parecen haber llevado al-Hakim de usar algunos de los play-prefacios para el desarrollo de la noción de sus obras como "théâtre des idées", trabaja para la lectura en lugar de rendimiento . Sin embargo, a pesar de tales controversias críticas, él continuó escribiendo obras de teatro con temas filosóficos extraídos de diversas fuentes culturales: Pygmalion (1942), una interesante mezcla de las leyendas de Pygmalion y Narciso; Sulayman el-Hakim (Salomón el Sabio, 1943), y El-Malik Udib (Edipo Rey, 1949).
Algunas de las frustraciones de el-Hakim con el aspecto de rendimiento fueron desviados por una invitación en 1945 para escribir una serie de obras cortas para su publicación en forma de artículo en el periódico. Estos trabajos fueron reunidos en dos colecciones, Masrah el-Mugtama (Teatro de la Sociedad, 1950) y el-el-Masrah Munawwa (Teatro Miscelánea, 1956). La más memorable de estas obras es Ughneyyet el-Mawt (Death Song), una obra de un acto que con la economía magistral describe la atmósfera cargada en el Alto Egipto como una familia espera el regreso del hijo mayor, un estudiante en El Cairo, con el fin de que pueda llevar a cabo un asesinato en respuesta a las expectativas de una venganza de sangre.
La respuesta de El-Hakim a las transformaciones sociales provocadas por la revolución de 1952, que más tarde criticó, fue la obra de teatro El Aydi El Na'mah (Manos Suaves, 1954). Las "manos suaves" del título se refiere a las de un príncipe de la antigua familia real que se encuentra sin un papel significativo en la nueva sociedad, una posición en la que se le une un joven académico que acaba de terminar de escribir una tesis doctoral sobre los usos de la preposición árabe hatta. La obra explora en un divertido, pero más bien, obviamente, didáctica, la moda, las formas en que estos dos individuos aparentemente inútiles establecen sobre la identificación de roles para sí mismos en el nuevo contexto socialista. Aunque este juego puede ser algo carente de sutileza, ilustra claramente en el contexto del desarrollo de el-Hakim como dramaturgo la forma en que él había desarrollado su técnica con el fin de abordar temas de interés contemporáneo, sobre todo a través de una vinculación más estrecha entre la estimulación del diálogo y las acciones en el escenario. Su obra fue la base de una película egipcia popular del mismo nombre, protagonizada por Ahmed Mazhar.
En 1960 el-Hakim quiso proporcionar una mejor ilustración de este desarrollo en la técnica con otra obra ambientada en un periodo anterior de la historia de Egipto, El sultán El-Ha'er (The Sultan Perplejos). La obra explora de una manera más eficaz la cuestión de la legitimación del poder. Un sultán mameluco en el apogeo de su poder, de repente se enfrenta con el hecho de que nunca se ha emancipado y que por lo tanto no elegible para ser gobernante. En 1960, cuando se publicó esta obra, parte de la euforia inicial y la esperanza generada por el propio régimen Nasserist, expresión dada en El Aydi El Na'mah, había comenzado a desvanecerse. El pueblo egipcio se encontró enfrentándose a algunas realidades desagradables: el uso de la policía secreta para aplastar la expresión de la opinión pública, por ejemplo, y el culto a la personalidad que rodea la figura de Gamal Abdel Nasser. En este contexto histórico de la obra de el-Hakim se puede considerar como una declaración algo valiente de la necesidad de que incluso el más poderoso de adherirse a las leyes del país y, específicamente, una súplica al régimen militar en el poder para evitar el uso de la violencia y de buscar legitimidad a través de la aplicación de la ley.

## Estilo de escritura
Tawfiq al-Hakim en sus obras mezcla la realidad con el simbolismo, caracterizado por la imaginación y profundidad sin complejidad o ambigüedades. Sus obras teatrales se caracterizan por esta tendencia única que inaugura este autor. Los símbolos que aparecen en las obras Tawfiq al Hakim se distinguen por ser claros e identificables, puesto que no exagera el misterio en torno a ellos y, por tanto, se hace fácil su interpretación. 
El estilo de escritura que usa Tawfiq al Hakim destaca por la precisión y la capacidad de construir una imagen y transmitirla, puesto que describe en pequeñas frases lo que otros no transmitirían en muchas páginas, ya sea en sus novelas o en sus obras de teatro.
La obra de Tawfiq al Hakim ha pasado por tres etapas:
- Primera etapa: abarca el primer periodo de su experiencia en la escritura, y su expresión estaba marcada con algo de confusión. En esta etapa, escribió la obra teatral: Ahl al-kahf (literalmente, la Gente de la Cueva), Awdat ar-ruh (El retorno del ánima) y Qisat usfur mena sharq (Historia de un pájaro de Oriente).

- Segunda etapa: en esta etapa intenta trabajar sobre la compatibilidad de términos con el significado, y encontrar la congruencia entre los significados en su mundo mental y los términos que los expresan en la lengua. En esta etapa, escribió las siguientes obras teatrales: Sharazad, Al-khuruj mena janna (Salida del paraíso), Resasa fil-qalb (Una bala en el corazón) y Azamar (El flautista).

- Tercera etapa: ahora, el desarrollo de la escritura refleja su capacidad de formular ideas y significados en una buena imagen. Y durante esta etapa aparecieron las siguientes obras: Sir al-Montahira (Secreto de la suicida), Nahr aljunun( el río de los demonios), Braksa y Sultan a-Dalam (El Sultán de la oscuridad).

## Teatro
A pesar de que la producción teatral de Tawfiq al Hakim lo convierte en el principal de los escritores teatrales árabes, escribió pocas obras teatrales que se pueden interpretar, ya que se consideran del topi teatro mental, que se escribió para ser leído, y para que el lector descubra a través de la escritura un mundo de signos y símbolos que reflejan la realidad y proporcionan una visión crítica de la vida y de la sociedad. Y él está dispuesto a confirmar esta realidad en muchos trabajos y explicar la dificultad de representar sus obras de teatro en un escenario: 

Hoy llevo a cabo mi teatro dentro de la mente y hago de los actores pensamientos que se mueven en significados vestidos de símbolos. Por eso la diferencia que hay entre el escenario y yo se ha aumentado y soy capaz de transmitirlos a la gente salvo con la escritura.

La importancia de Tawfiq Hakim no se debe únicamente al hecho de ser el dueño de la primera obra teatral con muchos críticos modernos. La obra teatral se titula Ahl al-kahf, y el autor de la primera novela moderna que se titula Awdat al roh, que se publicaron el año 1932. Sino que su importancia se debe también al ser el primer autor creativo cuyos trabajos han sido inspirados en asuntos patrimoniales de la cultura egipcia de varias épocas históricas, sea de la cultura faraónica o de la cultura románica o de la cultura cóptica o de la cultura islámica, como también creó a sus personajes y los temas de sus trabajos de la realidad social, política y cultural simultánea a su nación.

## Ideología
Aún con la preferencia de Tawfiq al-Hakim por el liberalismo y el patriotismo, procuró ser independiente a nivel intelectual y artístico, y no se vinculó a ningún partido político en su vida antes de la revolución; y cuando empezó la revolución  en julio de 1952, se asoció con ella y la apoyó, pero al mismo tiempo fue crítico de la dictadura no democrática por la que se caracterizó la revolución desde sus inicios.  
También adoptó varias cuestiones nacionales y sociales, y procuró demostrarlo en sus escritos, porque se interesó por diferentes temas como la construcción de un nacionalismo personal, el desarrollo del patriotismo, difusión de la justicia, la consolidación de la democracia, y la confirmación del principio de la libertad y la igualdad.
Y aún con los rumores acerca de Tawfiq al-Hakim de su hostilidad hacia las mujeres, sus escritos dan fe de lo contrario, ya que a las mujeres se dedicó una gran parte de su literatura, en la que se habla de ellas con reverencia y respeto que se aproxima a la santificación. Y la mujer en la literatura de Hakim se caracteriza por la positividad y la interacción, tienen un claro impacto en los eventos de la vida, y esto se muestra claramente en las siguientes obras: Sharazad, Isis, Las manos suaves, El retorno del ánima, Historia de un pájaro de Oriente.
Al-Hakim fue conocido con el apodo de «enemigo de las mujeres» y dice: el motivo de esta acusación - como lo narró a Salah Montasir en su libro «el último testimonio de Tawfiq al-Hakim» es debido a la Sra. Hoda Shaarawy, porque critiqué su estilo de formación de la mentalidad de las mujeres egipcias especialmente las niñas, que las advirtió de continuar en la vida de esclavos y servir a los hombres en la casa, y que son iguales a ellos en todos los sentidos; se me quejaron algunas parejas de sus hijas y mujeres, que piensan como Shaarawy y se rebelaron en muchos sentidos, por eso escribí sobre esto, aconsejando a la esposa moderna que al menos sepa cocinar para su marido y que el plato más fácil de preparar es el de patatas en el horno.
En 1946 se casó Hakim cuando trabajaba en «Noticias del día», y su esposa le dio dos hijos, Ismael y Zainab, y no comentó a nadie su matrimonio hasta que Mustafa Amin comentó diciendo (nosotros los periodistas, nuestro trabajo es llegar a las noticias y no sabemos nada del matrimonio de Hakim) y escribió Mustafa Amin sobre su matrimonio en un artículo titulado (el enemigo de las mujeres se casa con sus propios términos) y nos lo transmite a nosotros el Dr. Ahmed Sayed Mohammed en su libro Tawfiq al-Hakim... Su vida y sus obras dice: nos ocultó su asunto y luego admitió que se casó con una mujer divorciada y con dos hijas, y que el primer objetivo del matrimonio es la creación de un hogar para la vida de un artista, en el que los libros son más importantes que la cama, la música y más que la comida!

## Obras
- Una bala en el corazón, 1926 (Teatro)
- Salida del paraíso, 1926 (Teatro)
- Diario de un fiscal rural, 1939 (Novela) (traducción al castellano por Emilio García Gómez), de la colección Terre Humaine de Jean Malaurie
- La gente de la caverna, 1933 (Teatro)
- El retorno del alma, 1933 (Novela)
- Sharazad, 1934 (Teatro)
- Muhammad, el profeta, 1936 (Biografía)
- Un hombre sin alma, 1937 (Teatro)
- Historia de un pájaro de Oriente, 1938 (Novela)
- Ash'ab, 1938 (Novela)
- La edad del Diablo, 1938 (Historias filosóficas)
- Mi burro me dijo, 1938 (Historias filosóficas)
- Braksa, 1939 (Teatro)
- El bailarín del templo, 1939 (Cuento)
- Pigmalión, 1942
- El sabio Salomón, 1943
- El edificio del jefe Kudrez, 1948
- Edipo Rey, 1949
- Las manos suaves, 1954
- Equilibrium, 1955
- Isis, 1955
- El trato, 1956
- El Sultán de la oscuridad, 1960
- El escalador del árbol, 1966
- El destino de una cucaracha, 1966
- Banco de la ansiedad, 1967

## Críticas
- Taha Hussein: a pesar de que se diferencian en el estilo, Taha Hussein reconoce las obras de Tawfiq al Hakim, pues dijo: El sabio abre una nueva puerta en la literatura árabe que es la literatura teatral que los árabes no habían conocido antes. Sin embargo, Taha Hussein lo criticó en el teatro de la diversión, sobre todo en la obra teatral, الأيدي الناعمة, de Tawfiq al hakim, fue citado como Taha Hussein dijo: “El hermano Tawfiq al Hakim trata de ser otra persona, un francés que vive en París, que no tiene ninguna relación con Egipto y la lengua árabe. Ciertamente, el teatro de diversión de Hakim Tawfiq es pesado y no es gracioso, y si nos reímos es por el autor y no con los actores!.

- Mohamed Hassanein Heikal cooperó con Tawfiq al Hakim en un trabajo en el periódico: Noticias actuales (en árabe, أخبار اليوم) y dijo de él: "Estaba fascinado con el literato y el artista Tawfiq al hakim".

- Mohamed Lutfi Juma también critica a Tawfiq al hakim y dice en sus memorias:

La rigidez del talento de Tawfiq al Hakim es algo que no se pone en duda, Tawfiq al Hakim no ha inventado nada sino que vivió de las producciones de los antiguos y de los nuevos, ya que plagió la historia de los habitantes de la cueva, que figura en el Corán y en la historia. 
El ministro de Educación Al Qabbani lo criticó duramente, diciendo a Abdel Nasser : El sabio no es administrativamente, y ciertamente es perezoso y al ser un hombre de letras famoso no quiere decir que él esté en condiciones de gestionar la casa de los libros, y exigió a Abdel Nasser que lo despida, pero Abdel Nasser dijo: No quiero que la revolución ponga este punto en su historia, y entonces Al Qabbani entregó su dimisión.  

## Premios
- Premio de la república en 1957.
- Premio Estatal de Literatura en 1960, la Orden de las Artes de primer grado.
- Premio del Nilo en 1975.
- Doctorado honorario de la Academia de Artes en 1975.
- Su nombre fue puesto a una compañía teatral: Masrah al-Hakim (en árabe: مسرح الحكيم) del año 1964 hasta el año 1972.

- Datos: Q2019161
- Multimedia: Tawfiq Al-Hakim / Q2019161